# Рейд Дрейка на Кадис
Рейд Дрейка на Кадис (англ. Drake's Raid on Cadiz) — нападение английского флота под командованием сэра Фрэнсиса Дрейка на испанскую военно-морскую базу в Кадисе, предпринятое в апреле-мае 1587 года в ходе англо-испанской войны. В англоязычной литературе известно под названием Singeing the King of Spain's Beard из-за выражения самого Дрейка, в шутку сравнившего рейд на Кадис с попыткой «подпалить бороду королю Испании».

## Предыстория: противостояние Англии и Испании
Во второй половине XVI века Испанская империя и Англия оказались втянутыми в целый ряд политических, экономических и религиозных конфликтов, которые значительно испортили отношения между двумя странами. Постоянные  нападения английских приватиров на испанские владения в Америке и серебряные конвои, проходившие при негласной поддержке Елизаветы I, подрывали экономику империи и королевские финансы. В 1580 году армия герцога Альбы завоевала Португалию, связанную с Англией многолетним союзом, Филипп II был провозглашён португальским монархом.
Наконец, протестантская Англия вызывала неприязнь у католической испанской элиты и лично у короля, который в 1554—58 годах был принцем-консортом — мужем английской королевы Марии (католички). В 1584 году Филипп II заключил Жуанвильский договор с французской Католической лигой, чтобы не допустить на трон Франции гугенота Генриха Наваррского. Когда известия об этом дошли до Лондона, правительство Елизаветы I подписало соглашение с нидерландскими повстанцами, ведшими войну против испанского владычества. Согласно Нонсачскому договору (20 августа 1585 года), Елизавета обязалась отправить в Нидерланды шесть тысяч солдат, включая 1000 кавалеристов, а также выплачивать ежегодные субсидии на борьбу с испанцами. Филипп II воспринял этот акт как объявление войны.
Испанский король планировал осуществить вторжение в Англию, для чего в Кадисе и Лиссабоне собирался большой флот, известный впоследствии как Непобедимая армада. Сэр Фрэнсис Дрейк предложил Елизавете I нанести упреждающий удар и атаковать испанские корабли прямо в портах.

## Состав английской эскадры

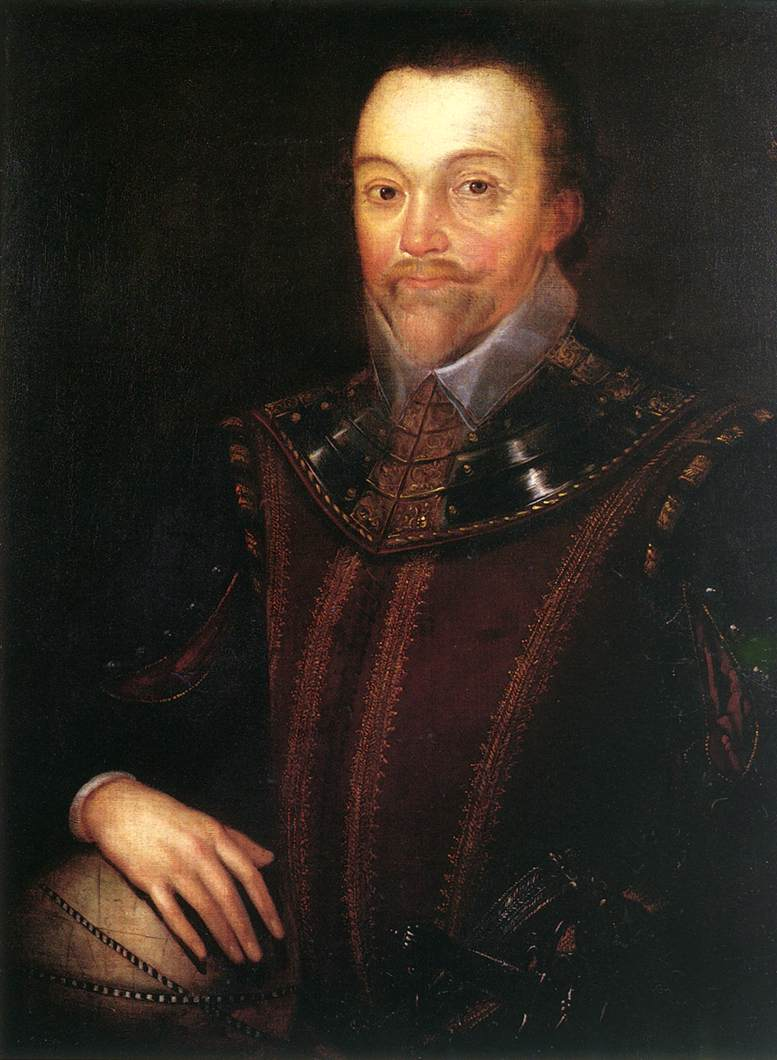
Фрэнсис Дрейк

Елизавета передала под командование Дрейка четыре галеона: ставший флагманом «Elizabeth Bonaventure», «Golden Lion», «Rainbow» и «Dreadnought». Кроме них, к берегам Испании отправились 20 вооружённых торговых судов и пинасов. Всего в экспедиции приняли участие 24 корабля.
Инструкции, полученные Дрейком, предписывали оценить военные приготовления испанцев, атаковать их корабли в портах, а также взять любой приз, который окажется в поле зрения эскадры. Позднее, когда «Bonaventure» и другие суда уже были в Атлантике, королева послала Дрейку другие, более миролюбивые приказы, но они так и не дошли до адресата.

## Ход экспедиции

### Кадис
12 апреля 1587 года английский флот отплыл из Плимута и направился к берегам Испании. Во время шторма у мыса Финистерре эскадра Дрейка потеряла один пинас, а южнее, под 40° северной широты, она встретила два торговых судна из Мидделбурга (Зеландия). Их команды сообщили англичанам, что в порту Кадиса находится большое количество кораблей и грузов, ожидающих отправки в Лиссабон — главную базу Армады.
29 апреля Дрейк и его корабли вошли в Кадисскую бухту. Их появление стало для испанцев полной неожиданностью. Матросы многих судов находились на берегу, и даже первое известие о том, что на горизонте показалась группа кораблей, не произвело на них и на горожан никакого впечатления. Тем временем эскадра Дрейка вступила в бой с галерами, охранявшими порт (по разным источникам — от 10 до 14). Две из них были выведены из строя, а остальные отошли под защиту крепостной артиллерии. Среди жителей Кадиса началась паника, которой поддались и власти города.
Англичане принялись захватывать испанские корабли один за другим; самые ценные грузы присваивали в качестве трофея, после чего сами корабли поджигались. Огонь береговых пушек не причинял морякам и судам Дрейка особого вреда. Ночью галеры отбили португальскую каравеллу, захваченную ещё на пути к Испании, но это был их единственный успех.
На следующий день Дрейк возглавил флотилию пинасов, которая прорвалась на внутренний рейд. Там англичане сожгли галеон, принадлежавший Альваро де Басану, командующему Армады. Военный губернатор Кадиса герцог Медина-Сидония ввёл в город 3000 пехотинцев и 300 кавалеристов, чтобы обезопасить его от атаки с суши, однако англичане и не собирались этого делать.
Ночью с 30 апреля на 1 мая испанцы попытались применить против галеонов Дрейка брандеры, но неудачно, и лишь увеличили общее пожарище в порту, которое очевидец сравнил с огромным вулканом. На рассвете 1 мая английская эскадра покинула гавань Кадиса. Из 60 каракк и большого количества других судов, стоявших там, англичане сожгли или отправили на дно от 24 (оценка испанских властей) до 38 судов (по версии самого Дрейка). Далее они взяли курс на север вдоль иберийского побережья.

### Португалия

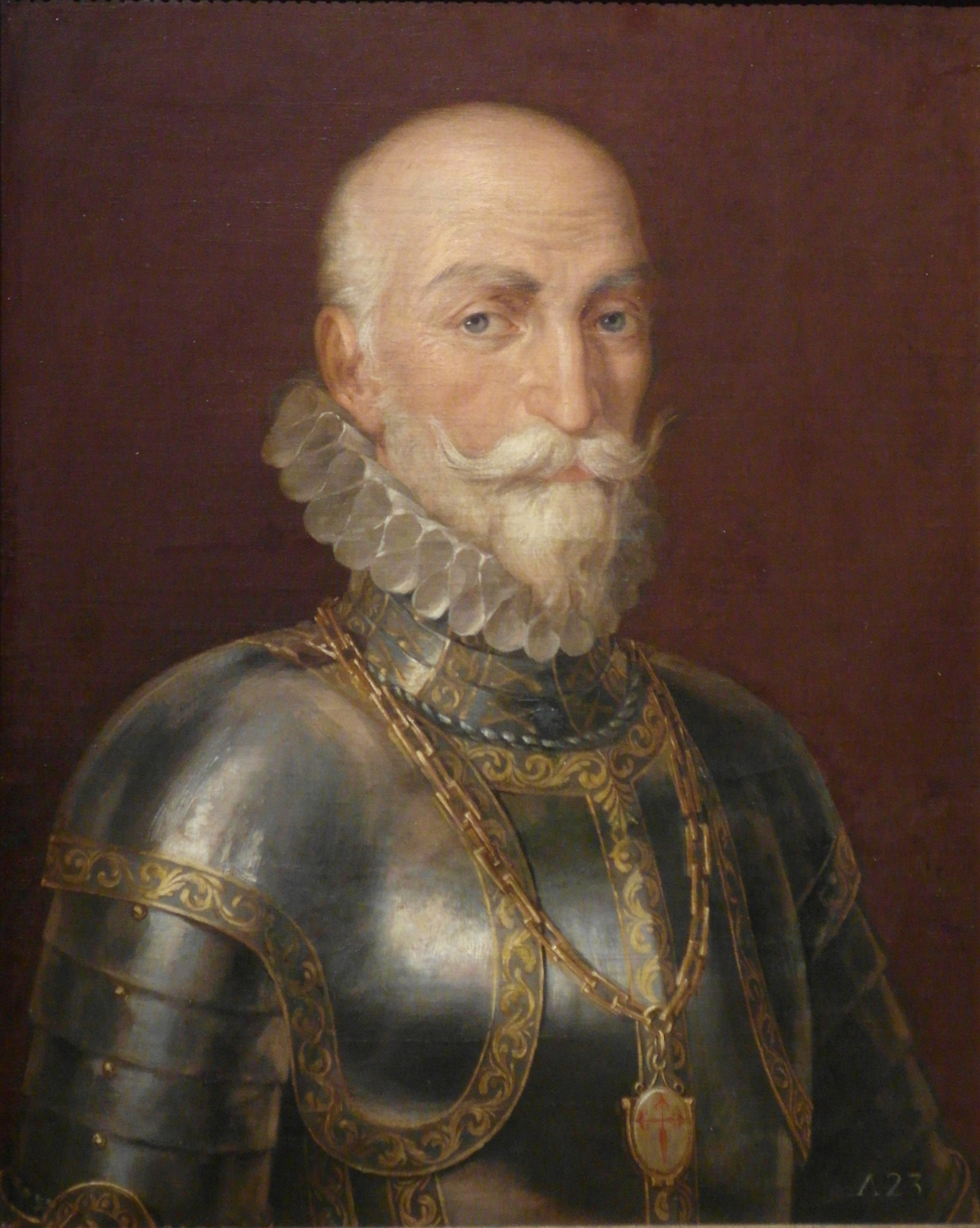
Альваро де Басан

У Сагреша англичане высадили десант и после непродолжительного штурма заняли городскую крепость, а также форты Белише и Балеейра. Дрейк приказал перевезти тяжёлые орудия из Сагреша на свои корабли, а саму крепость — разрушить. Затем флот остановился в Кашкайше, недалеко от Лиссабона. На всём пути вдоль побережья эскадра Дрейка уничтожала торговые и рыболовецкие суда, грузы которых (вода, вино, солонина, корабельный лес и пр.) предназначались преимущественно для испанской Армады.
Дон Альваро де Басан, находившийся в Лиссабоне вместе со своими судами, не рискнул выйти в море: его галеоны и галеры были не до конца оснащены, их команды — не до конца укомплектованы, и в то же время укрепления лиссабонского порта надёжно защищали флот от английской эскадры. Дрейк послал де Басану предложение обменяться пленными или принять сражение, но оба раза получил отказ. Поняв, что выманить испанцев из Лиссабона не удастся, Дрейк увёл свои корабли обратно в Сагреш.

### Азоры
1 июня, после десяти дней отдыха, эскадра вышла из Сагреша. Часть кораблей отправилась в Британию, везя трофеи и письма Дрейка, а он сам двинулся на юго-запад, к Азорским островам. В 20 лигах от острова Сан-Мигел Дрейк захватил каракку «São Filipe», шедшую из Гоа с большим грузом золота, пряностей и шёлка. Теперь, посчитав все цели экспедиции достигнутыми, английские капитаны взяли курс домой. Эскадра вернулась в Плимут 6 июля 1587 года.

## Последствия
- Общая стоимость товаров на «São Filipe» составила 108 000 фунтов[6], 10% от добычи получил Дрейк, а половину — королева. За всё время плавания у берегов Португалии и Испании флотилия Дрейка уничтожила более 100 кораблей с запасами провизии, пресной воды и снаряжения. Это отсрочило выступление Непобедимой армады более чем на год, однако не смогло заставить испанцев полностью отказаться от идеи высадиться в Англии.
- В военном отношении налёт на Кадис продемонстрировал низкую боевую эффективность галер[7][8], которые, имея численное превосходство над галеонами Дрейка, были рассеяны по окрестным гаваням и не смогли ничего противопоставить английским кораблям.
- Одной из главных проблем для испанцев стало то, что под Сагрешем английская эскадра уничтожила 1600 тонн дубовых досок, предназначенных для изготовления бочек, в которых, по словам Дрейка, можно было бы хранить 25 или 30 тысяч тонн пресной воды и съестных припасов[1]. В итоге запасы еды и воды на кораблях Армады хранились в бочках, изготовленных наспех из некачественной древесины, и быстро начали гнить. Офицеры, солдаты и матросы страдали от жажды и дизентерии с первых недель плавания.

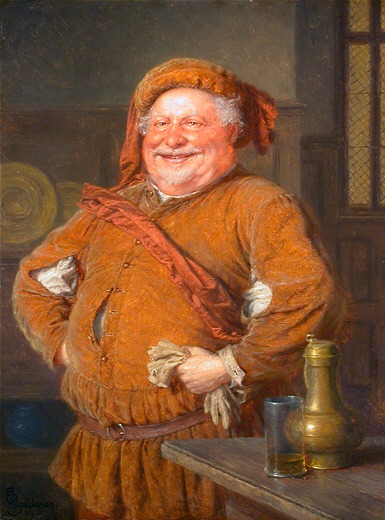
Сэр Джон Фальстаф и стакан шерри (иллюстрация Эдуарда фон Грютцнера)

- Среди трофеев, захваченных в Кадисе, оказались 2900 бочек хереса[9], то есть примерно 10% годового урожая этого вина в Испании. Сразу после выхода из Кадисской бухты Дрейк отправил корабль с этим грузом в Англию, и весь херес был распродан прямо в лондонском порту. Произошёл небывалый всплеск популярности испанского белого, которое назвали сначала sack, а потом sherry. Не остался в стороне и Уильям Шекспир: в пьесе «Генрих IV, часть 2» (1598) он вложил в уста одного из героев, сэра Джона Фальстафа, слова If I had a thousand sons, the first humane principle I would teach them should be, to forswear thin potations and to addict themselves to sack[10] («Будь у меня тысяча сыновей, первое, что я вдолбил бы им с детства, это чтобы они избегали воды и побольше налегали на херес», перевод Бориса Пастернака).
- Моральный эффект от нападения на Кадис был ошеломляющим. Альваро де Басан, командующий испанской Армады и опытный адмирал, умер через десять месяцев после атаки на Кадис; как уверяли современники, де Басан не смог перенести позора поражения: ни он сам, ни его флот не смогли помешать Дрейку выполнить все поставленные задачи, и англичане, по сути, на какое-то время стали хозяевами прибрежных вод Испании и Португалии в Атлантическом океане. Филипп II приказал кораблям из «флота Индий» сильно отклоняться к югу при переходе через Атлантику, чтобы не попасть в руки врага, а выход испанских судов из Средиземного моря через Гибралтар и вовсе прекратился. В поселениях на побережье Испании матери пугали детей возвращением Дрейка и, как оказалось, не зря: в 1596 году англичане вновь напали на Кадис и на этот раз сожгли город[11].